# Centre Bell
O Centre Bell, antes chamado de Centre Molson, é um ginásio localizado em Montreal, Canadá, inaugurado em 1996. É usado pelo Canadiens de Montréal, time de hóquei no gelo que disputa a NHL, e tem capacidade para 30,451 torcedores. Além da arquibancada, possui 135 camarotes de luxo e 2.674 assentos cativos. Além de ser o maior ginásio de hóquei no gelo da NHL, é considerado também o maior das Américas.
Segundo a revista Pollstar, o Centre Bell é o ginásio mais frequentado das Américas e o segundo mais frequentado do mundo, atrás apenas da Arena O2, no Reino Unido.[carece de fontes?] Em 2012, de acordo com a mesma publicação, foi a quinta arena mais movimentada do mundo com base na venda de ingressos para eventos não esportivos.
Em 14 de outubro de 2015, foi anunciado que o Centre Bell passaria por reformas, incluindo corredores e concessões renovados, novos restaurantes, Wi-Fi público e a conversão planejada da Avenue des Canadiens-de-Montréal (o trecho da Rua De la Gauchetière em que a arena está situada) em uma rua exclusiva para pedestres. As reformas tinham orçamento de US $ 100 milhões.

## Galeria
- Interior na configuração de basquetebol
- Interior na configuração de hóquei no gelo